# Filipeștii de Târg, Prahova
Filipeștii de Târg este satul de reședință al comunei cu același nume din județul Prahova, Muntenia, România.
Așezarea este atestată documentar în anul 1422. 